# Triathlon aux Jeux panaméricains de 2003
Navigation
Édition précédente Édition suivante
Le triathlon  aux Jeux panaméricains de 2003 a lieu à Saint-Domingue en République dominicaine. Deux épreuves distinctes sont au programme le 10 août pour les courses féminines et masculines.
L'événement est également le support des championnats panaméricains de triathlon.

## Médaillés
| Event  | Or            | Argent               | Bronze         |
| ------ | ------------- | -------------------- | -------------- |
| Hommes | Hunter Kemper | Virgilio De Castilho | Oscar Galíndez |
| Femmes | Jill Savege   | Sheila Taormina      | Becky Lavelle  |

## Tableau des médailles
| Rang  | Nation     | Or | Argent | Bronze | Total |
| ----- | ---------- | -- | ------ | ------ | ----- |
| 1     | États-Unis | 1  | 1      | 1      | 3     |
| 2     | Canada     | 1  |        |        | 1     |
| 3     | Brésil     |    | 1      |        | 1     |
| 4     | Argentine  |    |        | 1      | 1     |
| Total | Total      | 2  | 2      | 2      | 6     |

## Résultats
| Position           | Athlète                | Nation     | Temps           | écart      |
| ------------------ | ---------------------- | ---------- | --------------- | ---------- |
| Médaille d'or      | Jill Savege            | Canada     | 1 h 58 min 29 s | /          |
| Médaille d'argent  | Sheila Taormina        | États-Unis | 2 h 0 min 11 s  | 1 min 42 s |
| Médaille de bronze | Becky Lavelle          | États-Unis | 2 h 0 min 36 s  | 2 min 7 s  |
| 4                  | Carla Moreno           | Brésil     | 2 h 1 min 51 s  |            |
| 5                  | Sandra Soldan          | Brésil     | 2 h 2 min 13 s  |            |
| 6                  | Mariana Ohata          | Brésil     | 2 h 3 min 15 s  |            |
| 7                  | Gillian Moody          | Canada     | 2 h 3 min 34 s  |            |
| 8                  | Julie Ertel            | États-Unis | 2 h 4 min 19 s  |            |
| 9                  | Nancy Alvarez          | Argentine  | 2 h 4 min 58 s  |            |
| 10                 | Natasha Filliol        | Canada     | 2 h 6 min 4 s   |            |
| 11                 | Esther Aguayo          | Mexique    | 2 h 6 min 10 s  |            |
| 12                 | Yarisel Romero Llanusa | Cuba       | 2 h 10 min 47 s |            |

| Position           | Athlète              | Nation     | Temps           | écart      |
| ------------------ | -------------------- | ---------- | --------------- | ---------- |
| Médaille d'or      | Hunter Kemper        | États-Unis | 1 h 52 min 0 s  | /          |
| Médaille d'argent  | Virgilio De Castilho | Brésil     | 1 h 52 min 49 s | 49 s       |
| Médaille de bronze | Oscar Galíndez       | Argentine  | 1 h 52 min 58 s | 58 s       |
| 4                  | Doug Friman          | États-Unis | 1 h 53 min 10 s | 1 min 10 s |
| 5                  | Daniel Fontana       | Argentine  | 1 h 53 min 27 s | 1 min 27 s |
| 6                  | Paulo Miyashiro      | Brésil     | 1 h 54 min 1 s  |            |
| 7                  | Jose Luis Zepeda     | Mexique    | 1 h 54 min 17 s |            |
| 8                  | Brent McMahon        | Canada     | 1 h 54 min 45 s |            |
| 9                  | Leandro Macedo       | Brésil     | 1 h 54 min 55 s |            |
| 10                 | Eligio Cervantes     | Mexique    | 1 h 54 min 59 s |            |
| 11                 | Javier Rosas Sierra  | Mexique    | 1 h 56 min 4 s  |            |
| 12                 | Gilberto González    | Venezuela  | 1 h 56 min 16 s |            |